# ماری رایلی (فیلم)
ماری رایلی (انگلیسی: Mary Reilly) فیلمی در ژانر ترسناک به کارگردانی استیون فریرز است که در سال ۱۹۹۶ منتشر شد.

## بازیگران
- جولیا رابرتس
- جان مالکوویچ
- جورج کول
- مایکل گمبون
- گلن کلوز
- مایکل شین
- کیران هایندز
- اما گریفیتس مالین
- برونا گالاگر
- کیتی استف